# 朱集镇 (灵璧县)
朱集镇，原为朱集乡，是中华人民共和国安徽省宿州市灵璧县下辖的一个乡镇级行政单位。2022年5月撤乡设镇。

## 行政区划
朱集镇下辖以下地区：
朱集村、张家村、岳巷村、星光村、潼山村、双扬村、双井村、苗河村、刘寨村、姜山村、湖光村、红旗村和固城村。